# Francesco Florio
Francesco Florio, né à Arezzo en 1428, mort sans doute fin 1483 ou en 1484, est un dominicain italien de culture humaniste, qui a passé une grande part de sa vie en France.

## Éléments biographiques
Selon ses propres dires, résidant apparemment à Rome, il partit pour la France dans la suite de Jean V d'Armagnac, réfugié auprès du pape Pie II et qui rentra au pays après avoir été amnistié par des lettres du nouveau roi Louis XI le 11 octobre 1461. N'ayant rien obtenu du comte, il voyagea à travers la France, puis se fixa à Paris de 1464 à 1467. Il s'y lia avec Guillaume Tardif, menant apparemment joyeuse vie en sa compagnie. Il gagnait sa vie en copiant des manuscrits. Il composa aussi en avril 1466 un Éloge de la rhétorique. En 1467, il partit pour Tours. Il composa une Description de Tours (1477) où, avant Rabelais, il désigne la Touraine comme le "jardin de France " (Franciæ viridarium le parc de France). Il y acheva la rédaction d'une nouvelle en latin qu'il dédia à Tardif dans l'épître liminaire, datée du 31 décembre. En décembre 1469, il se trouvait à Bruges où il achevait une copie de Valère-Maxime. Vers 1477, il était à nouveau à Tours, hôte d'un chanoine ami des lettres appelé maître François Thouars. Entre le 9 juillet 1478 et le 12 mars 1480, il copia un Décret de Gratien pour Tristan de Salazar, archevêque de Sens, et le 1er septembre 1483 il achevait pour le même le cinquième livre des Décrétales, se disant sans force pour continuer avec le livre six.
Il a copié à la commande de nombreux manuscrits, autant la Somme théologique de saint Thomas (à Paris en 1465) et d'autres textes religieux que Virgile, Sénèque, Perse, Juvénal, Valère-Maxime. Comme écrivain, il est l'auteur d'un récit en latin à sujet sentimental, Historia de amore Camilli et Emiliæ Aretinorum, histoire de l'amour contrarié d'un jeune couple d'Arezzo, imitation avouée de l'Historia de duobus amantibus (Euryale et Lucrèce) d'Æneas Sylvius Piccolomini. Ce court roman, achevé à Tours fin 1467 et d'abord « publié » en manuscrits, fut imprimé à Paris dès 1473 par Pierre César et Jean Stoll, puis de nouveau en 1475, puis à Cologne en 1477. Il y en eut des traductions française et allemande au XVIe siècle.
Florio a d'autre part composé vers 1477 un Éloge de Tours en latin (De probatione Turonica), sorte de longue lettre adressée à un certain Jacobus Tarlatus Castellionensis inconnu par ailleurs. Un seul manuscrit en est conservé (une copie réalisée par ou pour Edmond Martène à la fin du XVIIe siècle pour son Histoire de Marmoutier), et la première édition imprimée connue est du XIXe siècle. C'est dans ce texte qu'on rencontre pour la première fois l'expression « jardin de la France » (« Franciæ viridarium ») pour désigner la Touraine. On conserve également un autre texte intitulé Visio mirabilis supra arcana Galliæ (Vision merveilleuse concernant les secrets de la France).

## Édition
- André Salmon (éd.), « Description de la ville de Tours sous le règne de Louis XI, par F. Florio », Mémoires de la Société archéologique de Touraine 7, 1855, p. 82-108.